# Elaenia strepera
El fiofío plomizo (en Bolivia y argentina) (Elaenia strepera), también denominado fiofío escandaloso, elenia gris o elaenia sureña (en Colombia), elenia pizarrosa (en Ecuador), fío-fío pizarroso (en Perú) o bobito escandaloso (en Venezuela), es una especie de ave paseriforme de la familia Tyrannidae, perteneciente al numeroso género Elaenia. Se reproduce en regiones andinas del centro oeste de América del Sur.

## Distribución y hábitat
Nidifica en la pendiente oriental de la cordillera de los Andes del sur de Bolivia (al sur desde el oeste de Santa Cruz) y noroeste de Argentina (al sur hasta La Rioja); en los inviernos australes migra hacia el norte por las tierras bajas a este de los Andes del este de Perú, este de Colombia, hasta el norte de Venezuela. Probablemente también ocurra como migrante pasajera en el este de Ecuador y extremo noroeste de Brasil, pero no existen registros. Registrada como vagante en Trinidad y Tobago.
En su zona reproductiva es considerada localmente común en sus hábitats naturales: los bosques montanos de las yungas y sus bordes, principalmente entre 600 y 2000 m de altitud. Durante la migración es mucho menos frecuente en claros arbustivos, en el dosel y en los bordes de selvas húmedas, desde el nivel del mar hasta los 400 m.

## Sistemática

### Descripción original
La especie M. strepera fue descrita por primera vez por el ornitólogo alemán Jean Cabanis en 1883 bajo el nombre científico Elaïnea strepera; su localidad tipo es: «colinas de Tucumán, Argentina».

### Etimología
El nombre genérico femenino «Elaenia» deriva del griego «ελαινεος elaineos» que significa ‘de aceite de oliva’, ‘oleaginosa’; y el nombre de la especie «strepera», proviene del latín tardío «streperus» que significa ‘ruidoso’, ‘barullento’.

### Taxonomía
Es monotípica.